# Il ponte dei Sospiri (film 1964)
Il ponte dei Sospiri è un film del 1964, diretto da Carlo Campogalliani (al suo ultimo film) e Piero Pierotti.

## Trama
Un capitano veneto è accusato di omicidio e di cospirazione, perciò viene condannato a morte dal Consiglio dei Dieci.
Ma l'uomo riesce a fuggire e torna a Venezia per dimostrare la sua innocenza e rivendicare il suo onore macchiato.
Infatti il capitano verrà reintegrato e riceverà le scuse dal Doge, che lo mette a capo di un esercito contro i turchi.
Inoltre all'uomo il Doge ha promesso in sposa la sua bellissima figlia.

## Produzione
Co-produzione italo-franco-spagnola, il film fu prodotto da Estela Films, Panda Societa per L'Industria Cinematografica, Francines.
Si tratta del remake dell'omonimo film del 1940, diretto da Mario Bonnard ed interpretato da Otello Toso, Mariella Lotti e Paola Barbara, a sua volta rifacimento sonoro dell'omonima pellicola muta diretta da Domenico Gaido nel 1921.
Una precedente versione cinematografica del romanzo di Zevaco era già stata realizzata anche da Antonio Leonviola, nel 1952.
Fu l'ultimo film interpretato da Gianna Maria Canale prima del suo ritiro dalle scene.

## Distribuzione
La pellicola uscì nelle sale cinematografiche italiane il 16 marzo del 1964.
In Francia venne presentato con il titolo Le Pont des Soupirs in prima a Parigi il 24 febbraio del 1965.
Venne poi distribuito anche in Spagna il 20 gennaio del 1966 dove venne distribuito dalla Columbus e dalla Ismael González Díaz come El puente de los Suspiros.
Negli Stati Uniti, fu distribuito dalla Four Star Television in una versione doppiata in inglese della durata di 91 minuti dal titolo The Avenger of Venice, direttamente per il piccolo schermo.